# Malá Straka
Lesní rybník Malá Straka  o výměře vodní plochy 0,97 ha se nachází v lese asi 1 km severozápadně od centra obce Smrček v okrese Chrudim. Rybník Malá Straka je historické vodní dílo, jehož vznik je dokladován před více než 300 lety. Jedná se o lesní průtočný rybník na bezejmenném levostranném přítoku vodního toku Bítovanka. Rybník představuje velice zachovalý mokřadní biotop s bohatou vegetací a je stanovištěm mnoha druhů
obojživelníků, zejména kuňky ohnivé, a proto je chráněn jako Evropsky významná lokalita. Rybník je v současnosti využíván pro chov rybího plůdku.

## Galerie

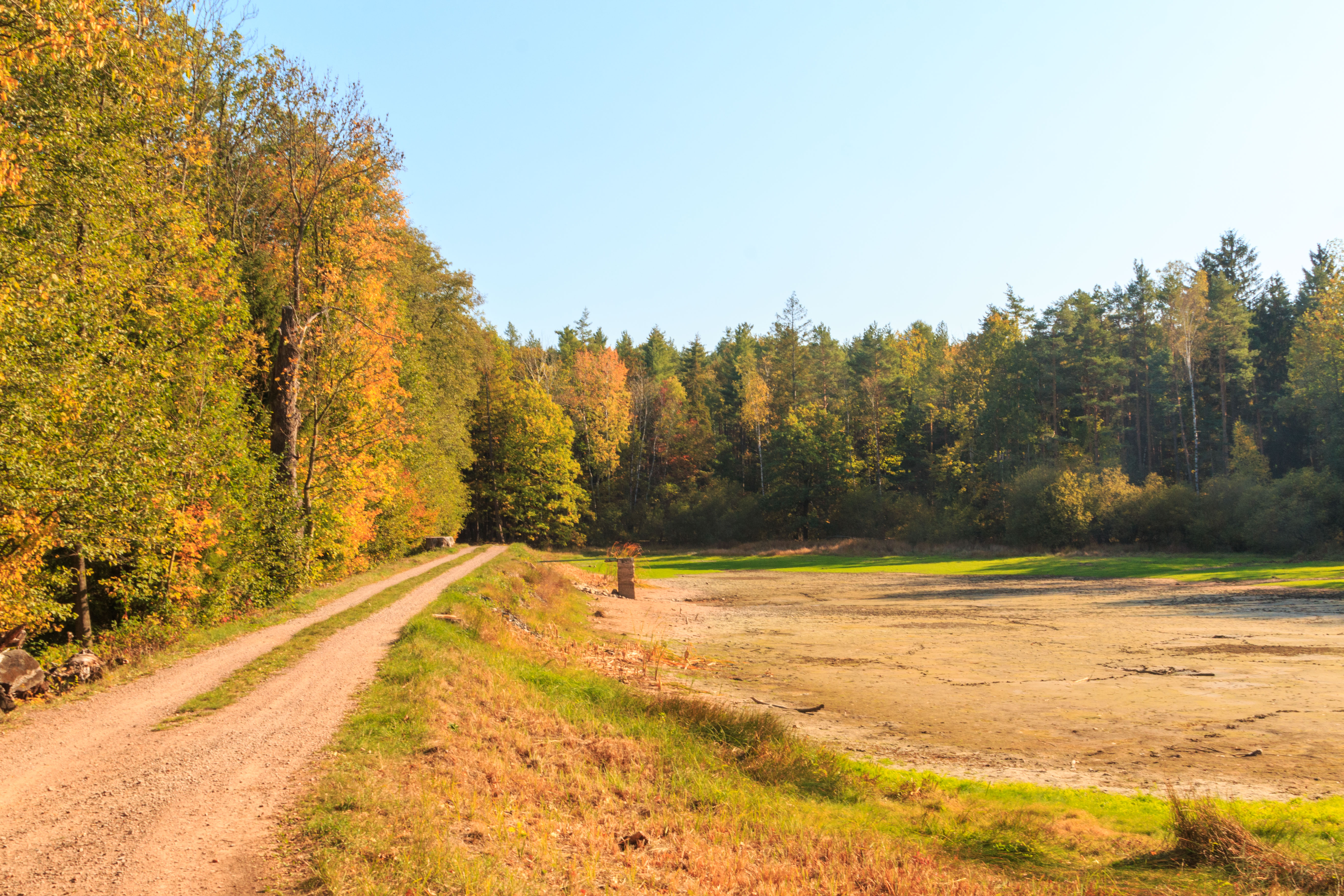
pohled na rybník Malá Straka
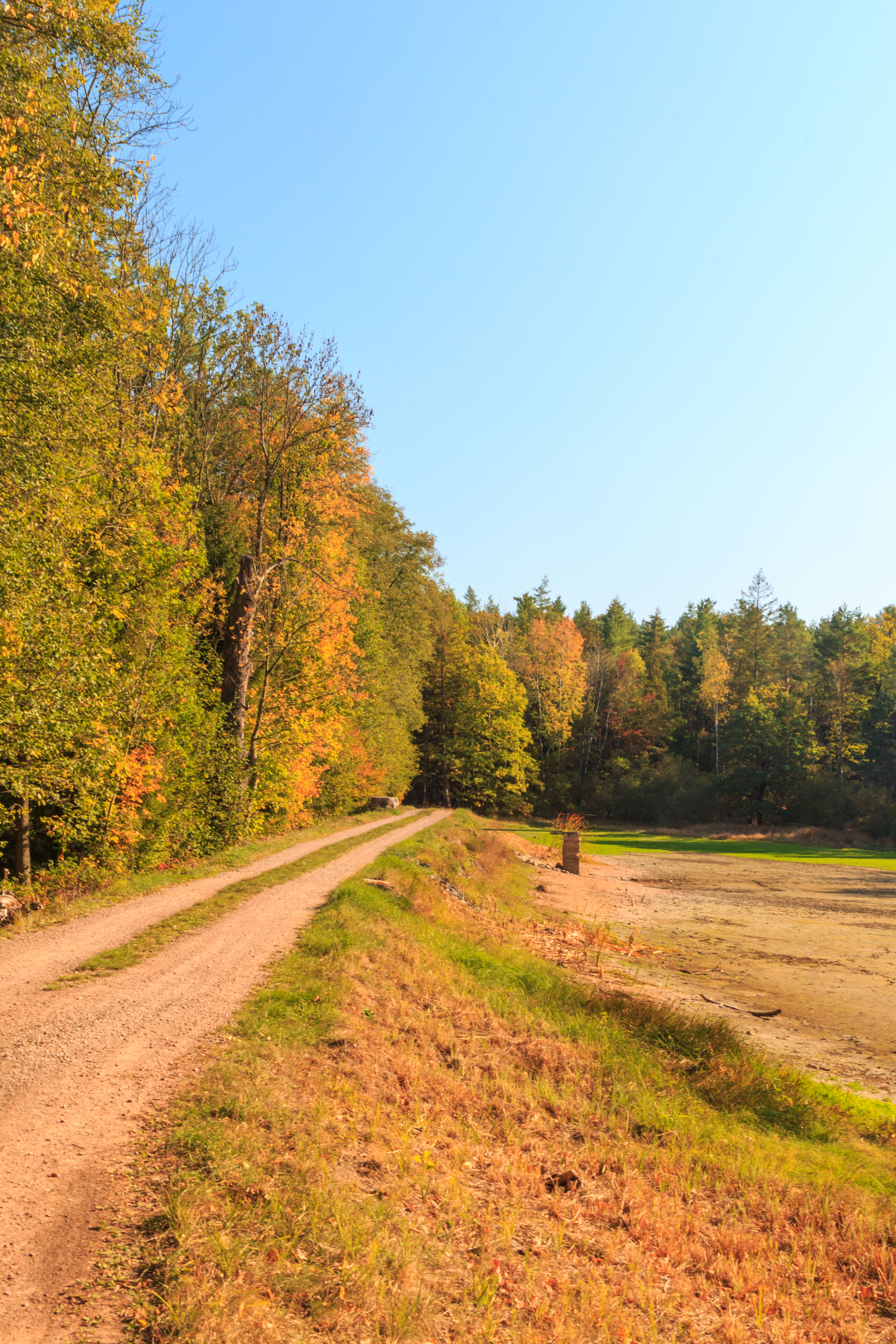
pohled na rybník Malá Straka
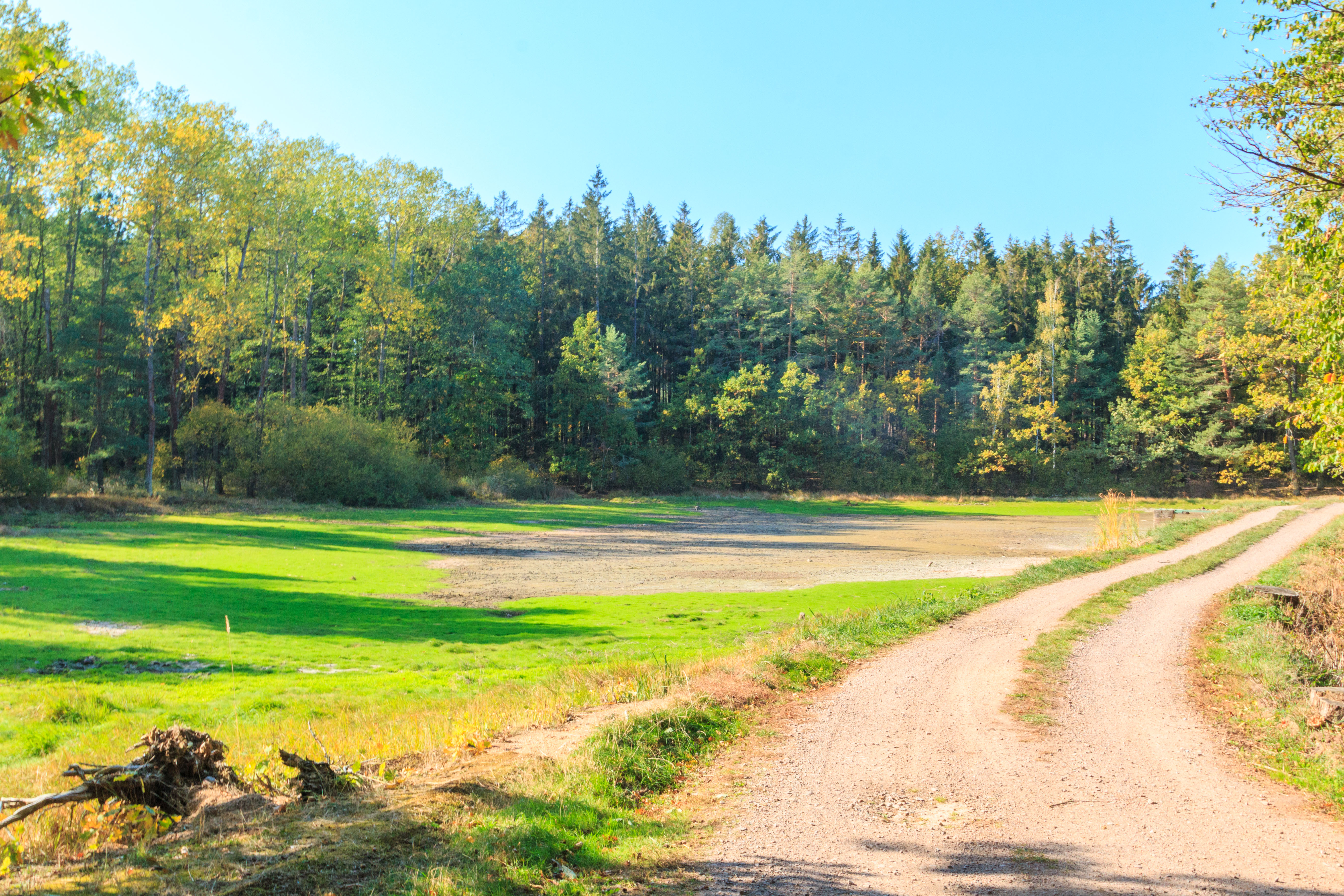
pohled na rybník Malá Straka
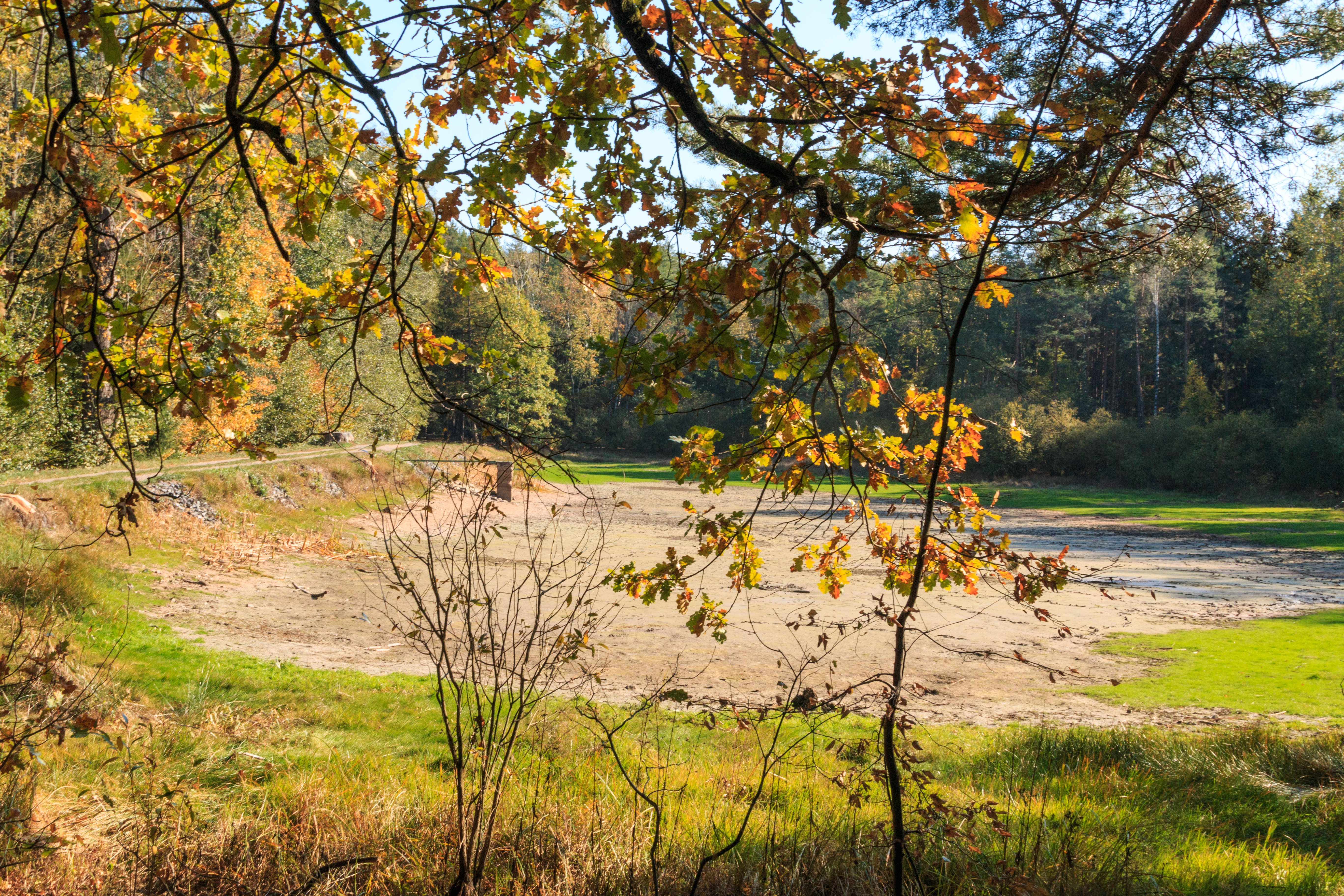
pohled na rybník Malá Straka
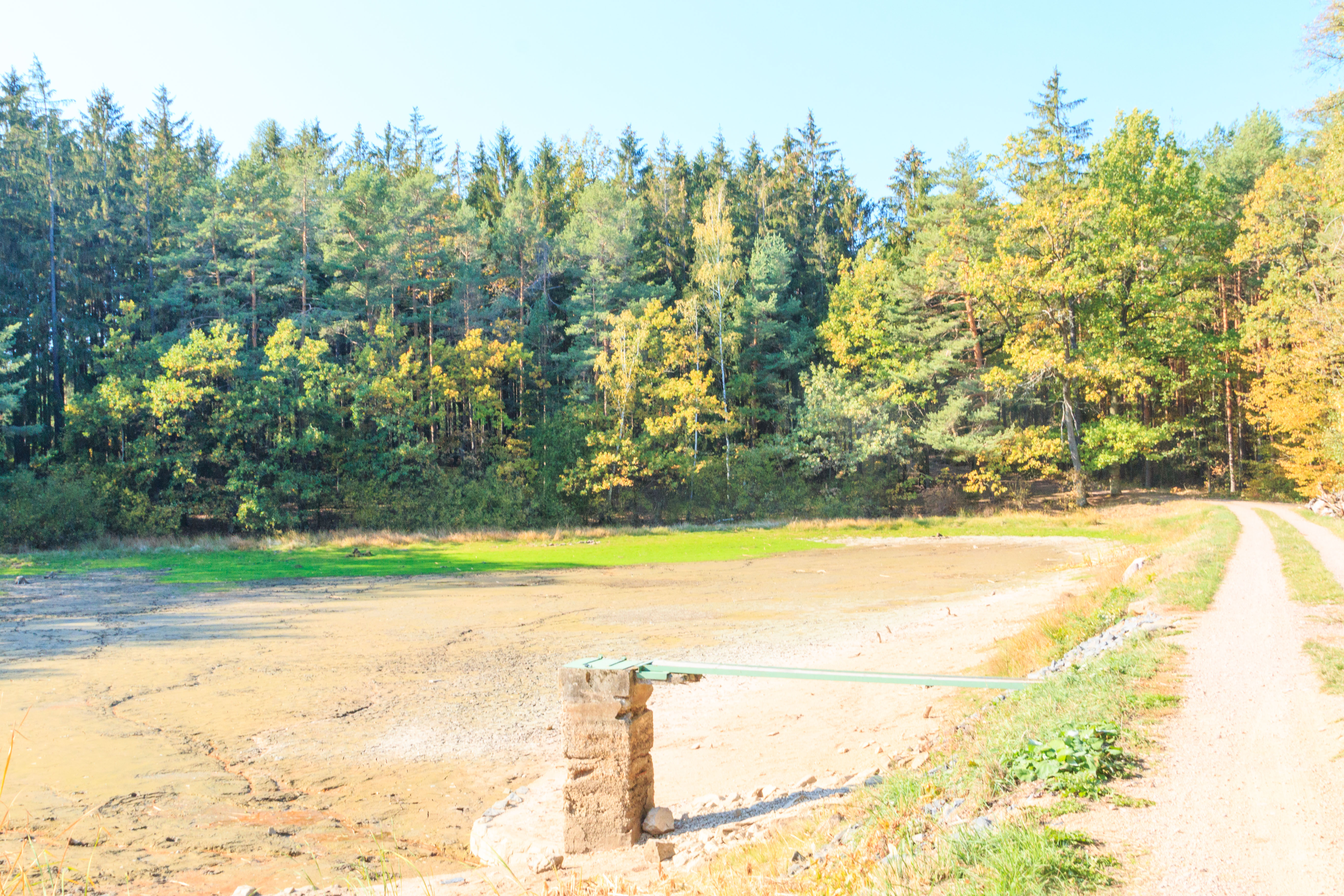
pohled na rybník Malá Straka